# Robert Curtis Brown
Robert Curtis Brown (Bucks County, 1º aprile 1957) è un attore statunitense.

## Carriera
È apparso in numerose serie televisive come Criminal Minds, CSI: Crime Scene Investigation, CSI: Miami, NCIS - Unità anticrimine, NYPD Blue, X-Files, Star Trek: Voyager, The West Wing, In tribunale con Lynn, La signora in giallo, Star Trek: Deep Space Nine, Wings, Matlock, Ma che ti passa per la testa? e Search for Tomorrow e in diversi film, tra cui Indovina chi, After the Sunset, Prova a prendermi, Mr. Bean - L'ultima catastrofe, Zenon: The Zequel, Legal Eagles, e Una poltrona per due. Ha anche partecipato nei film High School Musical 2 e High School Musical 3: Senior Year interpretando il padre di Ryan e Sharpay.

## Filmografia parziale

### Cinema
- Una settimana da Dio (Bruce Almighty), regia di Tom Shadyac (2003)
- Indovina chi (Guess Who), regia di Kevin Rodney Sullivan (2005)
- High School Musical 3: Senior Year, regia di Kenny Ortega (2008)
- L'uomo che fissa le capre (The Men Who Stare at Goats), regia di Grant Heslov (2009)
- È complicato (It's Complicated), regia di Nancy Meyers (2009)
- Parto con mamma (The Guilt Trip), regia di Anne Fletcher (2012)
- Oliver, Stoned., regia di Tom Morris (2014)

### Televisione
- La signora in giallo (Murder, She Wrote) – serie TV, 3 episodi (1994-1996)
- Malcolm (Malcolm in the Middle) – serie TV, 1 episodio (2000)
- West Wing - Tutti gli uomini del Presidente (The West Wing) – serie TV, episodio 2x19 (2001)
- Zenon - La nuova avventura (Zenon: The Zequel), regia di Manny Coto – film TV (2001)
- Star Trek: Voyager – serie TV (2001)
- X-Files (The X-Files) – serie TV, episodio 9x12 (2002)
- Senza traccia (Without a Trace) – serie TV, 1 episodio (2003)
- Veronica Mars – serie TV (2005)
- Ghost Whisperer - Presenze (Ghost Whisperer) (Ghost Whisperer) – serie TV (2006)
- High School Musical 2, regia di Kenny Ortega – film TV (2007)
- Pandemic - Il virus della marea (Pandemic), regia di Armand Mastroianni – film TV (2007)
- Supernatural – serie TV, 1 episodio (2007)
- Castle - serie TV, episodio 2x07 (2009)
- La favolosa avventura di Sharpay (Sharpay's Fabulous Adventure), regia di Michael Lembeck – film TV (2011)
- Switched at Birth - Al posto tuo (Switched at Birth) – serie TV, 5 episodi (2013)
- Perception – serie TV, 4 episodi (2014-2015)
- Loro (Them) – serie TV, episodio 1x04 (2024)

## Doppiatori italiani
Nelle versioni in italiano delle opere in cui ha recitato, Robert Curtis Brown è stato doppiato da:
- Sergio Di Stefano in Ghost Whisperer - Presenze, High School Musical 2, Castle
- Saverio Indrio in CSI: NY, Code Black, Lucifer
- Roberto Draghetti in CSI - Scena del crimine, Pandemic - Il virus della marea
- Luca Biagini in The Mentalist, Loro
- Angelo Maggi ne La signora in giallo (ep. 12x24)
- Natale Ciravolo in Ally McBeal
- Stefano Mondini in Star Trek: Voyager
- Alberto Angrisano in X-Files
- Diego Reggente in CSI: Miami
- Luigi La Monica in Cold Case - Delitti irrisolti
- Vittorio De Angelis in Malcolm
- Antonio Sanna in È complicato
- Renato Cortesi in Criminal Minds
- Sergio Di Giulio in Supernatural
- Paolo Marchese ne La favolosa avventura di Sharpay
- Tony Sansone in NCIS - Unità anticrimine
- Enrico Di Troia in Perception
- Antonio Angrisano in Hawaii Five-0
- Diego Sabre ne I Thunderman
- Gianni Giuliano in NCIS: Los Angeles
- Roberto Fidecaro in CSI: Vegas
- Mario Zucca in The Handmaid's Tale
- Lucio Saccone in Station 19
- Fabrizio Temperini in Perry Mason
- Sergio Lucchetti in 9-1-1